# Мейбел (певица)
Мейбел Алабама-Перл Маквей (англ. Mabel Alabama-Pearl McVey; род. 19 февраля 1996 года, Алаурин-эль-Гранде, Малага, Андалусия, Испания) ― британо-шведская певица и автор песен. В 2017 году она совершила прорыв с синглом «Finders Keepers», который занял 8-е место в UK Singles Chart. Её дебютный студийный альбом High Expectations был выпущен в августе 2019 года и вошел в UK Albums Chart под номером 3. Мейбел получила множество наград, в том числе Premios 40 Principales for Best International New Artist и премию Brit Awards.

## Юность
Мейбел Алабама-Перл Маквей родилась в Алаурин-эль-Гранде, Малага 20 февраля 1996 года. Её мать ― шведская певица Нене Черри, а отец ― британский продюсер, Кэмерон Макви. Её дед ― американский джазовый трубач Дон Черри, дядя ― рок-певец Eagle-Eye Cherry, старшая сестра — Тайсон Макви, также является певицей, ранее была солисткой дуэта PANES, а единокровный брат ― бывший участник группы Mattafix, Марлон Рудетт. Взрослея, она проводила время в Испании и Швеции, а после окончания средней школы в Швеции переехала в Лондон, чтобы продолжить свою музыкальную карьеру.

## Карьера
Музыкальная карьера Мейбел началась в 2015 году с её дебютного сингла «Know Me Better». В мае 2017 года она выпустила альбом Finders Keepers с участием британского рэпера Kojo Funds, который вошел в Топ-10 UK Singles Chart. Позже, в 2017 году, она выпустила мини-альбом Bedroom, а также микстейп Ivy to Roses. Затем Мейбел выступила на разогреве у Гарри Стайлза во время европейской части второго этапа тура в поддержку его дебютного студийного альбома. В 2018 году она записала сингл «Ring Ring» вместе с Rich the Kid и Jax Jones. Затем Мейбел переиздала свой микстейп Ivy to Roses с новой обложкой и включила в него песни, которые были выпущены с момента первого релиза. Позже в том же году она написала в соавторстве песню «Blind» для группы Four of Diamonds.
В январе 2019 года Мейбел была номинирована на премию Brit Awards и выпустила сингл «Don't Call Me Up», который дебютировал на 11-м месте в UK Singles Chart. В итоге он достиг 3-го места в чарте. 7 июня 2019 года она выпустила сингл «Mad Love», второй сингл со своего дебютного студийного альбома High Expectations. Песня дебютировала на 18-м месте в Великобритании, позже достигнув 8-го места. С 2019 по 2020 год Мейбел провела в турне High Expectations по Северной Америке, Великобритании и Европе.
В 2020 году, Мэйбел представила на BBC Radio 1 Live Lounge свою кавер-версию песни «Times Like These» группы Foo Fighters. Это мероприятие было организовано в ответ на продолжающуюся пандемию COVID-19.

## Дискография
- High Expectations (2019)
- About Last Night... (2022)

## Концертные туры
- These Are the Best Times Tour (2018)
- The Mad Love Tour (2019)
- High Expectations Tour (2020)